# رنو ۵ توربو
رنو ۵ توربو (Renault ۵ Turbo) خودرویی است که در سال‌های ۱۹۸۰ تا ۱۹۸۴ توسط فرانسه و بلژیک تولید شده‌است. طراحی آن خودروهای موتور وسط-محور جلو بوده است.
موتور این خودرو چهار سیلندر بود که در وسط خودرو نصب شده بود و با توربو شارژر مجهز شده بود. این موتور، از ۱۳۹۷ سی‌سی ساخته شده است و از ۱۶۰ اسب بخار بهره می برد و حداکثر گشتاور نیرو در آن به ۲۱۰ نیوتن متر رسیده است.